# Watonga
Watonga er en amerikansk by og administrativt centrum for det amerikanske county Blaine County i staten Oklahoma. I 2000 havde byen et indbyggertal på 4.658.

## Ekstern henvisning
- Watongas hjemmeside (engelsk)

35°50′57″N 98°24′42″V / 35.8492°N 98.4117°V